# Frequenztafel
Eine Frequenztafel ist im Zusammenhang von Modellflugplätzen durch das Luftfahrtrecht vorgeschrieben, damit die Vereinsmitglieder sich nicht gegenseitig mit einer Überlappung von Frequenzen behindern können.
Es besteht die Verpflichtung, vor dem Einschalten der Funkfernsteuerung der Modellfluggeräte sich zu vergewissern, dass seine Frequenz noch nicht belegt ist. Dies sollen die Frequenztafeln auf Anhieb für jedermann sichtbar machen. Sie werden an einem offiziellen Zugang des Flugplatzes so ausgehängt, dass auf einem Tableau sich der Betreffende seine Frequenztafel entnimmt und an der Fernsteuerung festklemmt, solange er sein Modellflugzeug oder den Modellhubschrauber in Betrieb hat.